# Hinrich Kruse

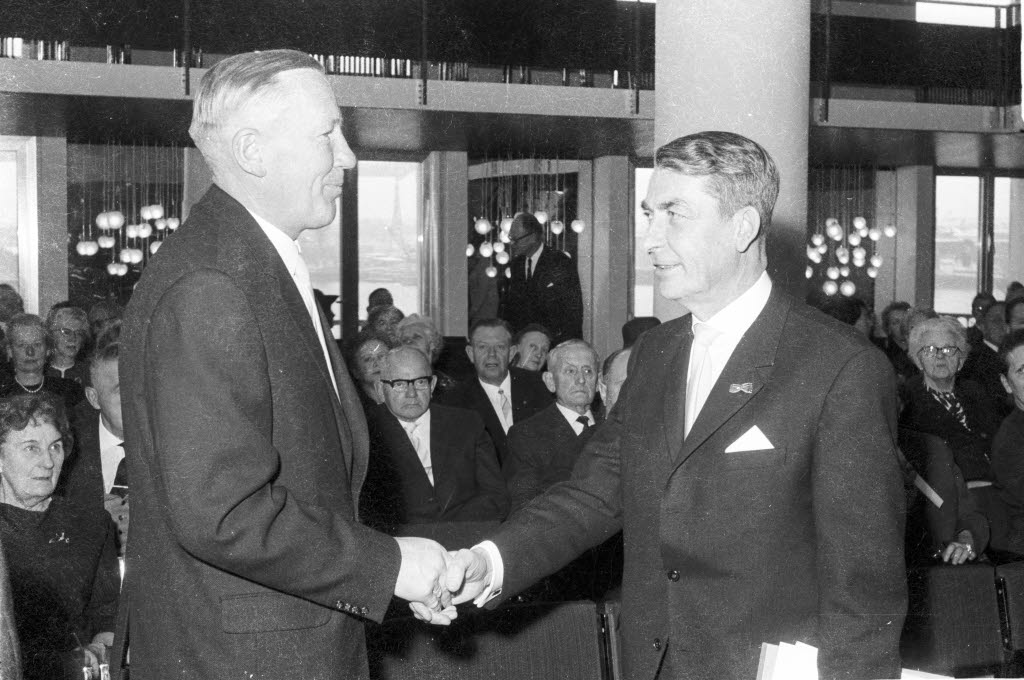
Hinrich Kruse (links)

Hinrich Kruse (* 27. Dezember 1916 in Toftlund, Provinz Schleswig-Holstein, Königreich Preußen; † 17. Juli 1994 in Braak bei Neumünster) war ein deutscher Schriftsteller, Hörspielautor, Herausgeber und Sammler niederdeutscher Volksgeschichten.

## Leben
Kruse verlebte Kindheit und Jugend in Dithmarschen. Er ist Sohn des Lehrers und Volkskundlers Johann Kruse. Nach einer Ausbildung an der Kieler Hochschule für Lehrerbildung war er als Lehrer tätig. Während des Zweiten Weltkriegs befand er sich als Soldat in Belgien, Russland und Italien. Danach nahm er wieder die Lehrtätigkeit auf und lebte zunächst im Kreis Segeberg, später in Braak bei Neumünster.

### Herausgeber und Sammler
1941 erschien eine von ihm herausgegebene Sammlung ins Hochdeutsche übersetzter niederdeutscher Volksgeschichten. In Niederdeutsch erschien eine vergleichbare Sammlung unter dem Titel Dumm Hans (1946) beim selben Verlag in Hamburg und 1953 in Rendsburg mit Wat sick dat Volk vertellt, Nedderdüütsche Volksgeschichten ein weiterer Band mit von Kruse gesammelten Plattdeutschen Anekdoten. Diese Sammlung erschien, von Ivo Braak gelesen, auch auf einer Sprechplatte.
1955 veröffentlichte er unter dem Titel Füürpüster eine selbst verfasste Studie über das Brandstifter-Thema im Volksmund, die den Übergang von seiner Sammeltätigkeit zu den ersten eigenständigen literarischen Arbeiten markiert.

### Dichter
Ab 1955 veröffentlichte Kruse neben Hörspielen auch Erzählungen und Lyrik, nicht ohne hierbei der niederdeutschen Literatur neue Impulse was sowohl Form als auch Inhalt betrifft, zu geben. So sah zum Beispiel Ludo Simons Kruses Erzählband Weg un Ümweg (1958) als den endgültigen Eintritt der Kurzgeschichte in die niederdeutsche Literatur. „Sie haben alle Anekdotik abgestreift und werden zu geballten Momentaufnahmen des Zusammenstoßes von Mensch und Mensch oder von Mensch und Schicksal“, bemerkte Simons 1965 bei einem Vortrag über Die plattdeutsche Literatur seit 1945 in Bevensen über Kruses „Geschichten ut uns' Tiet“ in dem Band. Andere Literaturwissenschaftler sahen die Kurzgeschichten auch in der Tradition Ernest Hemingways oder lobten die der niederdeutschen Literatur wegweisende Themenwahl Kruses, der mit seinen Arbeiten die NS-Zeit zu einem Zeitpunkt aufzuarbeiten begann, als die deutsche Gesellschaft diese mehrheitlich (auch in der Literatur) noch verdrängen wollte. 
Kruses lyrisches Werk wurde unter anderem in den Bänden Mitlopen (1961) und Dat Gleis (1967) veröffentlicht.
1974 wurde Kruse mit dem Quickborn-Preis ausgezeichnet.
In den 1960er und 1970er Jahren wurde Hinrich Kruse zu einer Art Leitfigur vieler nachfolgender niederdeutscher Autoren, welche die Literatur niederdeutscher Sprache anhaftenden Vorurteile wie Naivität, Sentimentalität oder Oberflächlichkeit durch das Werk des Autors endgültig widerlegt sahen. 1979 wurde Kruse mit dem Fritz-Reuter-Preis ausgezeichnet.

### Hörspielautor
Als eines der wichtigsten Hörspiele Hinrich Kruses gilt De Bischoff von Meckelnborg (1964), das, von Kruse unter dem Eindruck des Mauerbaus verfasst, heute ein lebendiges Dokument über eine Zeit ist, in der der Zweite Weltkrieg für die Mehrheit der Deutschen noch eigene Lebenserfahrung war und in der die Gegensätze zwischen Osten und Westen schier unüberwindbar schienen. Das Hörspiel wurde im Jahr der Entstehung von Walter Arthur Kreye, der bei mehreren Kruse-Hörspielen Regie führte, für Radio Bremen inszeniert.
Das ein Jahr zuvor entstandene Hörstück Dat Andenken (1963) wurde 1965 mit dem Hans-Böttcher-Preis ausgezeichnet. 
Weitere Hörspiele, die zunächst von Radio Bremen, später auch in Co-Produktion mit dem NDR, produziert und gesendet wurden, waren 
- Een Auto föhrt över den Jupiter (1955)
- Klaas sien Peerd (1956)
- Töven op wat (1959)
- Quitt (1967)
- Souvenir (1968)
- Glatties (1969)
- De Stimm (1971)
- Statschon 45 (1971)
- Op de Fähr (1972)
- Wrist- ümstiegen! (1973)
- De Höll hitt maken (1974)
- Een Breefdräger klingelt (1976)
- Rugenbarg (1977)
- Bööm wasst liekers (1979)
- Ick harr mien Zigaretten vergeten (1979)
- De Schrievdisch weer blank (1981)
- Slapen Hunnen (1984)
- De Notbrems trecken (1986)

Von den späten 1960er- bis in die 80er-Jahre produzierte zudem auch der WDR Originalhörspiele von Kruse ausschließlich unter der Regie von Wolfram Rosemann, u. a. Quitt (1967), Souvenir (1972) oder Slaopen Rüens (1985), zum Teil Neuaufnahmen bereits von Radio Bremen produzierter Hörspiele.
In gedruckter Form erschienen Kruses Hörspiele u. a. im Niederdeutschen Hörspielbuch des Verlags der Fehrs-Gilde, Hamburg.

## Werke

### Sprechplatten und Hörbücher
Für die Schallplattenreihe Niederdeutsche Stimmen las Hinrich Kruse am 28. März 1967 aus Weg und Ümweg, nämlich To Gast, Tusculum, Dat Dörp ahn Klock und De Weg. Von Kruse stammen auch die Texte für die Schallplatte Dat hest di dacht! Döntjes mit dem Ohnsorg-Ensemble, die 1979 im Eckert-Verlag Kiel erschien. Ebenso für die Hörbuch-CD Nicks för ungoot! (Texte von Hinrich Kruse), gelesen von Wilhelm Wieben, Verlag Michael Jung, Kiel, ISBN 3-929596-97-0.

### Schriften
- Niederdeutsche Volksgeschichten (Hrsg.), Hamburg 1941, Richard Hermes Verlag (Niederdeutsche Bücherei - Band 164)
- Dumm Hans - Volksgeschichten ut Nedderdüütschland (Hrsg. und Einleitung), Hamburg 1946, Richard Hermes Verlag (Niederdeutsche Bücherei - Band 194 mit Zeichnungen von Ortwin Knabe). 1953 ebenfalls in der Reihe der Hefte der Flensburger Ganzschriften in Flensburg erschienen.
- Wat sik dat Volk vertellt, Nedderdüütsche Volksgeschichten (Hrsg.), Rendsburg 1953, Buchverlag Heinrich Möller Söhne
- Weg un Ümweg, Geschichten ut uns Tiet, Hamburg 1958
- Mitlopen. Gedichten, Hamburg 1961
- Dat Gleis. Gedichten, Hamburg 1967
- Güstern is noch nich vörbi. Vertellen, Hamburg 1969
- Ümkieken. Gedichten, Leer 1979
- De Austern-Story un annere hungerige un döstige Geschichten, Leer 1983
- Do un denn. Gedichten, Leer 1989

### Sekundärliteratur
- Jochen Schütt: Zeitkritik in der niederdeutschen Literatur der Gegenwart. Studien zum Werk Hinrich Kruses. Neumünster 1974